# Десталинизация в Румынии
Десталинизация в Румынии — процесс преодоления сталинизма и культа личности Сталина в Румынии в период с 1959—1965 годов. Начатый Георге Георгиу-Деж процесс включал в себя маргинализацию таких сталинистов как Анна Паукер и амнистию политических заключённых.
Ряд румынских деятелей конца XIX века были реабилитированы и многие писатели (такие как Тудор Аргези) стали публиковаться в массовой печати. Десталинизация стала началом либерализации в Социалистической Республике Румыния, которая закончилась июльскими тезисами и возвращениям тоталитарного режима «чаушизм».

## В топонимики
Большое количество названий населённых пунктов, компаний и учреждений были названы в честь Сталина, «классиков марксизма» и героев РКП. Большинство из указов были отменены в 1960-е годы. В 1962 году было возвращено название городу Брашов (Орашул-Сталин), двум районам в Бухаресте, 23 государственным компаниям, 28 частным компаниям, 26 сельскохозяйственным кооперативам, 5 школам, 285 социально-культурным учреждениям и 541 парку, улице и проспекту.